# San Juan Hueyapan, Cuautepec de Hinojosa
San Juan Hueyapan är en ort i Mexiko.   Den ligger i kommunen Cuautepec de Hinojosa och delstaten Hidalgo, i den sydöstra delen av landet, 110 km nordost om huvudstaden Mexico City. San Juan Hueyapan ligger 2 264 meter över havet och antalet invånare är 1 343.
Terrängen runt San Juan Hueyapan är huvudsakligen kuperad. San Juan Hueyapan ligger nere i en dal. Runt San Juan Hueyapan är det ganska tätbefolkat, med 108 invånare per kvadratkilometer. Närmaste större samhälle är Tulancingo, 10,3 km nordväst om San Juan Hueyapan. Trakten runt San Juan Hueyapan består till största delen av jordbruksmark.